# Solbåten (skulptur)

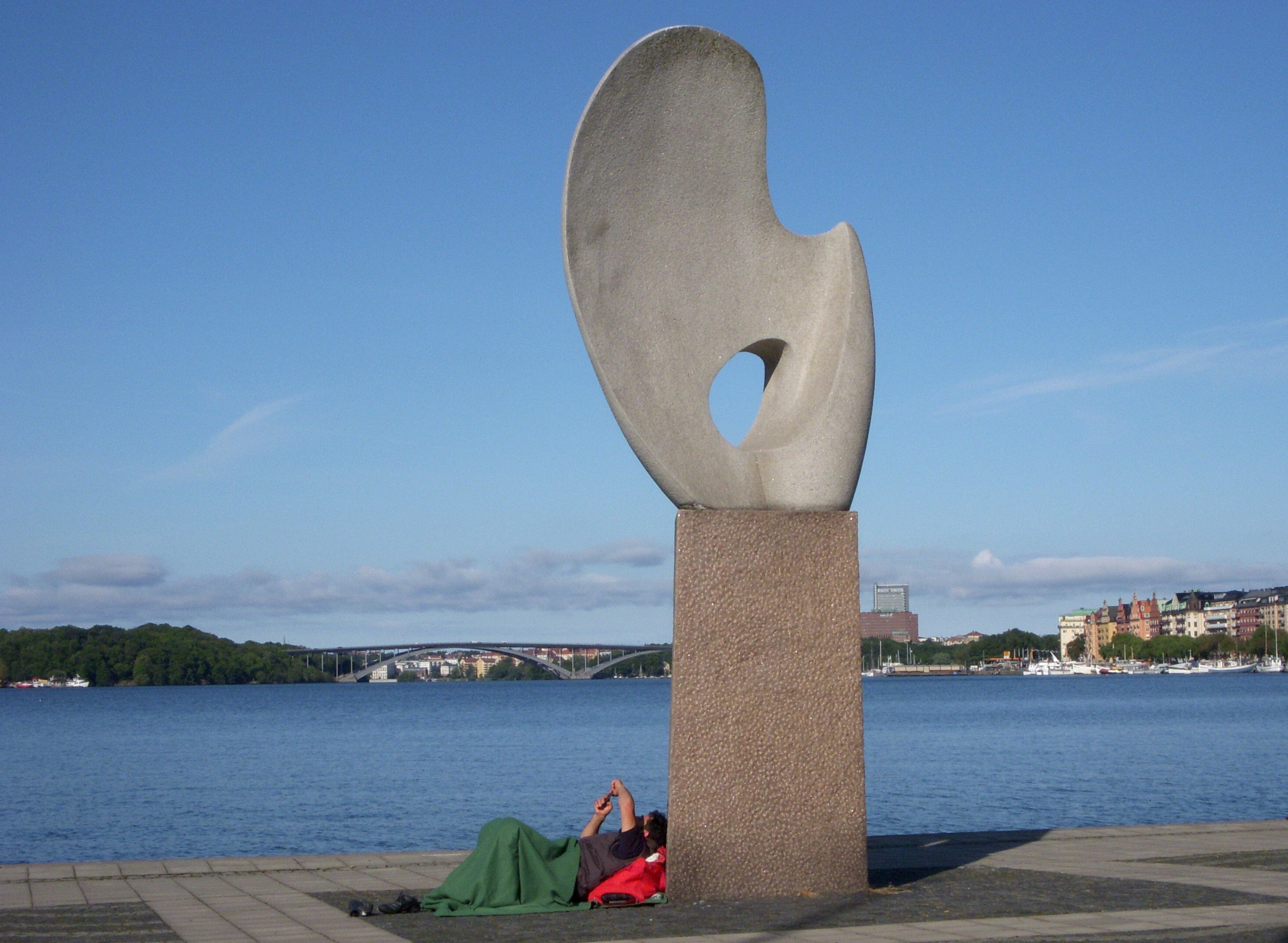
Solbåten augusti 2011.

Solbåten är en abstrakt skulptur på Evert Taubes terrass på Riddarholmen i Stockholm, skapad av konstnären Christian Berg.
Solbåten består av ett ljust “segel” på en sockel av granit. Christian Berg sägs ha fått idén från en snäcka som han hittade på en ö i Egeiska havet, men även båtar och segel lär ha inspirerat honom. Skulpturen restes 1966 på Evert Taubes terrass.
Skulpturens stenblock kom från Idefjorden och vägde till en början 16 ton. Om Solbåten sade Berg: ”Det är en pärlemorskimrande snäckform jag arbetar med, förvandlar till något jag kallar en solbåt, som i sin vindfyllda segelform reflekterar solen och ljuset ovan, och som trots sin statiska form vill ge en vision av framåtskridande. En Nike segrande över materien.”